# Stadsbelangen Turnhout
Stadsbelangen Turnhout was een Belgische lokale politieke partij in Turnhout.

## Geschiedenis
De partij werd opgericht in april 2017 door voormalig CD&V-/TIM-politicus Toon Otten en BingTV-oprichter Michaël Van Mechelen. Even was er sprake van dat de partij zou aansluiten bij Vooruit, maar uiteindelijk trok ze toch zelfstandig naar de kiezer. Bij die stembusgang overtuigde de partij 1,9% van de kiezers, onvoldoende voor een zetel in de Turnhoutse gemeenteraad.